# NGC 2420
NGC 2420 est un amas ouvert, situé dans la constellation des Gémeaux. Il a été découvert par l'astronome germano-britannique William Herschel en 1783.
NGC 2420 est à environ 3 085 pc (∼10 100 al) du système solaire et les dernières estimations donnent un âge de 1,1 milliard d'années. La taille apparente de l'amas est de 6,0 minutes d'arc, ce qui, compte tenu de la distance, donne une taille réelle maximale d'environ 18 années-lumière.

Une étude poussée des étoiles de l'amas révèle que certaines de ses étoiles pourraient être beaucoup plus loin du centre que 6', certaines aussi loin que 20', ce qui correspond à une taille pour l'amas de près de 60 al. Le nombre d'étoiles détectées à l'intérieur de ce 20' est de 685 ±27 et la masse de l'amas est d'environ 668 {\displaystyle M_{\odot }}. La portée gravitationnelle de l'amas est estimée à 30'. Il pourrait y avoir plusieurs milliers d'étoiles dans cet amas.

Selon la classification des amas ouverts de Robert Trumpler, cet amas renferme plus de 100 étoiles (lettre r) dont la concentration est forte (I) et dont les magnitudes se répartissent sur un intervalle moyen (le chiffre 2).